# Cupidon photographe
Pour plus de détails, voir Fiche technique et Distribution.
Cupidon photographe (I Love Melvin) est un film musical romantique américain réalisé par Don Weis, sorti en 1953.
Produit par la Metro-Goldwyn-Mayer et tourné en Technicolor le film a pour principaux interprètes Donald O'Connor et Debbie Reynolds.
Selon la société de production, le film a rapporté 1 316 000 dollars américains aux États-Unis et Canada et un montant de 654 000 dollars américains à l'étranger ; au total, la production enregistre une perte de 290 000 $.

## Synopsis
Judy Schneider, actrice débutante, rêve de devenir une star d'Hollywood alors qu'elle se bat pour jouer au football dans une comédie musicale de mauvais goût sur Broadway. En se promenant à Central Park, elle rencontre par hasard Melvin, un assistant photographe maladroit recruté par la revue Look. Melvin s’éprend alors de Judy et résiste à la désapprobation de son futur beau-père qui veut qu'elle épouse Harry Flack, l'héritier désagréable d'une entreprise de boîtes de carton. Melvin exagère sa renommée au magazine Look afin d'impressionner Judy et sa famille et lui promet qu'elle fera la couverture prochainement. Il utilise alors ses séances photos comme excuse pour pouvoir passer plus de temps avec elle. Sa mascarade est démasquée lorsque sa photo n'apparaît pas sur la couverture du magazine du mois suivant et qu'elle découvre qu'il n'est qu'un simple assistant. Trop honteux pour se représenter devant elle, Melvin abandonne son travail et disparaît dans Central Park. En se cachant dans le parc, et ce, par hasard, il s'étonne de voir finalement la photo de Judy sur la couverture de Look et découvre que l'éditeur en a fait une cover girl pour qu'il la voie et que cela le décide à sortir de sa cachette.

## Fiche technique
- Titre original : I Love Melvin
- Titre français : Cupidon photographe
- Réalisation : Don Weis
- Scénario : László Vadnay, George Wells et Ruth Brooks Flippen
- Photographie : Harold Rosson
- Montage : Adrienne Fazan
- Société de production : Metro-Goldwyn-Mayer
- Pays de production :  États-Unis
- Format : Couleurs (Technicolor) — 35 mm — 1,37:1 — Son : Mono
- Genre : Comédie romantique et musical
- Date de sortie : 
  - États-Unis : 20 mars 1953

## Distribution
- Donald O'Connor : Melvin Hoover
- Debbie Reynolds : Judy Schneider / Judy LeRoy
- Una Merkel : Mom Schneider
- Richard Anderson : Harry Flack
- Allyn Joslyn : Frank Schneider
- Les Tremayne : Mr. Henneman
- Noreen Corcoran : Clarabelle Schneider
- Jim Backus : Mergo
- Barbara Ruick : Studio Guide
- Robert Taylor : Lui-même
- Steve Forrest : Le photographe (non crédité)